# Dogon (peuple)
Cet article concerne le peuple dogon. Pour la langue dogon, voir Dogon.
 (novembre 2023).
Si vous disposez d'ouvrages ou d'articles de référence ou si vous connaissez des sites web de qualité traitant du thème abordé ici, merci de compléter l'article en donnant les références utiles à sa vérifiabilité et en les liant à la section « Notes et références ».
Les  dogons sont un peuple du Mali, en Afrique de l'Ouest. Leur population totale au Mali est estimée à 1,2 million de personnes. Ils occupent la région, nommée Pays Dogon, qui s'étend de la falaise de Bandiagara jusqu'au sud-ouest de la boucle du Niger. Quelques Dogons sont installés dans le nord du Burkina Faso.
Les Dogons sont avant tout des cultivateurs (essentiellement de mil) et des forgerons. Ils sont réputés pour leur cosmogonie et leurs sculptures. Leur langue parlée est le dogon, qui regroupe plusieurs dialectes. Il existe aussi une langue secrète, le sigi so, réservée à la société des masques. Les Dogons sont liés avec l’ethnie des Bozos par la « parenté à plaisanterie » (appelée sinankunya au Mali). Dogons et Bozos se moquent les uns des autres, mais parallèlement, se doivent mutuelle assistance.

## Histoire
Selon leur tradition orale, les dogons seraient partis du Mandé, région située au sud-ouest du Mali, entre le XIe siècle et le XIIIe siècle et auraient immigré vers les montagnes. Deux explications ont été avancées pour justifier ce départ de leur région d'origine : pour éviter l'islamisation ou à la suite d'une querelle lignagère , la première raison ayant peut-être entraîné la seconde. Ils se seraient installés à Kani Bozon avant de se disperser sur les trois sites que sont la Falaise de Bandiagara (site mis en 2003 sur la liste mondiale du patrimoine de l'UNESCO), le plateau (région de Sangha) et la plaine. Leur installation sur le site de Sangha (ou Sanga) daterait des XIVe et XVe siècles. Cette falaise était alors habitée par les Tellem (qui signifie « nous les trouvâmes sur place »), portant aussi le nom de Kurumba. D'après les Dogons, les Bana ont précédé les Tellem (il s'agirait des Toloy). Même s'ils ont longtemps subi la domination des divers peuples ayant créé de grands empires ou royaumes, les Dogons ont toujours su conserver leur indépendance à cause de la difficulté d'accès à leurs territoires montagneux isolés. Les Dogons luttèrent farouchement contre les Mossis à l'époque de l'empire sonhrai, puis contre les Peuls à partir du XVIIe siècle. Les Dogons et les Soninkés sont très liés, les Dogons étaient parfois influencés culturellement et linguistiquement par les Soninkés dont certains se sont mélangés aux Dogons lors de leur grande dispersion après la chute de l'empire du Ghana.
Le peuple Dogon a été pour la première fois étudié par l'explorateur Louis Desplagnes (1871 - 1914), un lieutenant de l'armée coloniale française. Contrairement aux us coloniaux, Desplagnes se montre très respectueux des coutumes et traditions dogons, refusant en particulier de s'emparer des objets qui ne lui sont pas donnés ou échangés de bon gré. Il vit au contact de la population en 1904 et 1905. Il rapporte en Europe les premiers éléments détaillés sur la vie du peuple Dogon.

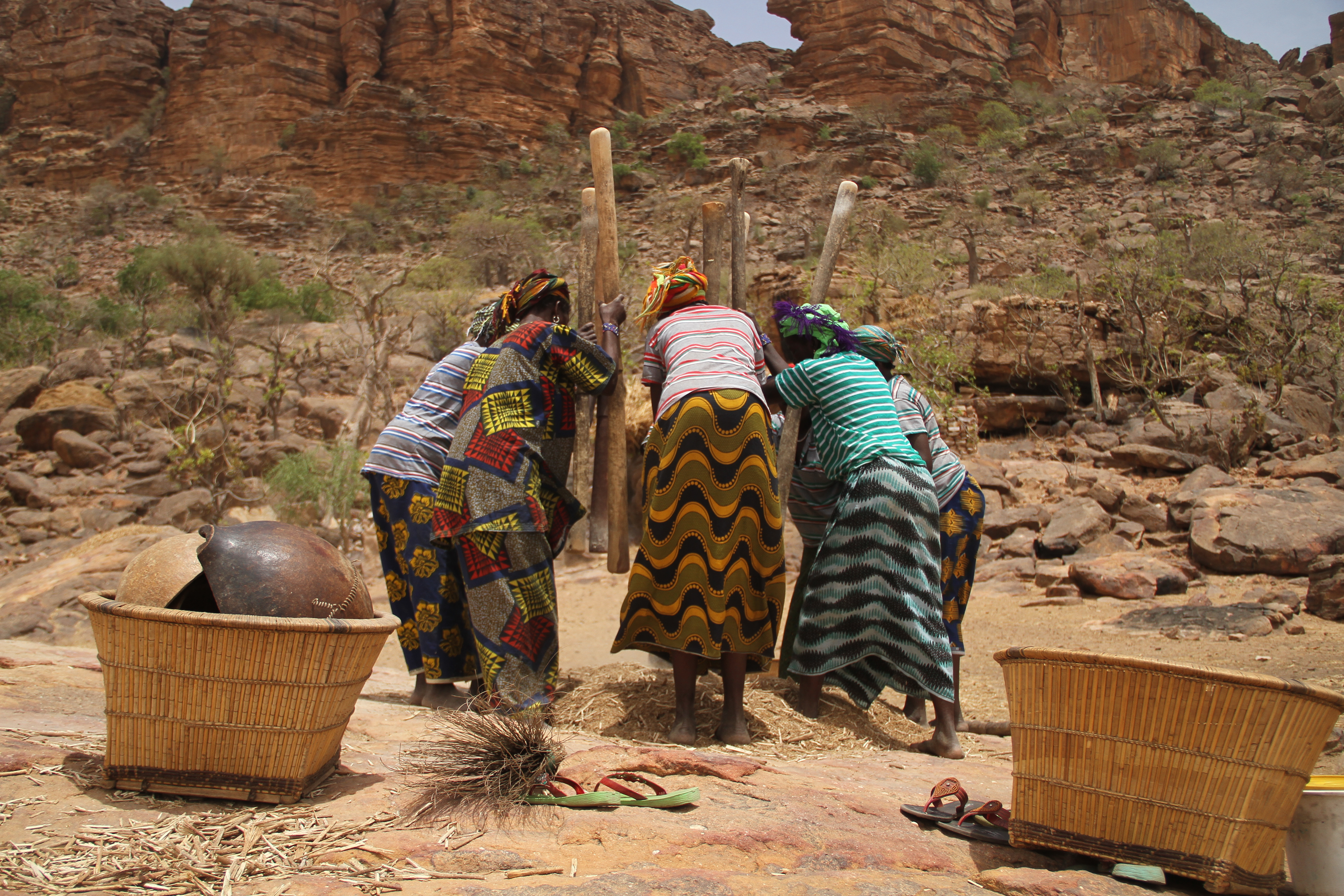
Femmes pilant des céréales au pays Dogon.

Traditionnellement, les hommes dogons sont en général vêtus d'un boubou appelé le bogolan (ce sont les Dogons qui sont à l'origine de ce tissu) ou d'une tunique ouverte sur les côtés et d'un pantalon tissé de trois bandes de chaque côté des cuisses. Les vêtements de couleur marron, ocre, jaune sont préférés. Les Dogons portent le chapeau conique, mais plus souvent encore le bonnet, surtout chez les hommes âgés. Autrefois les hommes portaient les cheveux très longs et frisés. Sur le haut de la tête un cimier était fait avec les cheveux. Quand les cheveux étaient jugés trop courts, on y ajoutait des éléments. Généralement les cheveux sont rasés vers l'âge de 45 ans. Une ceinture de cauris encercle la tête. Des bracelets de cuivre ou d'argent sont portés au bras, ainsi que des bagues au doigt. Les talismans sont très utilisés. On y ajoute des poils de queue d'éléphant pour la force.
Les femmes dogons portent le pagne et le boubou féminin. Les coiffures sont très riches et variées. Elles sont en forme de casque, avec de longues mèches tressées sur les côtés, un nœud de cheveux sur la nuque et le cimier sur le haut du crâne. À la coiffure sont ajoutés des perles ainsi que des bijoux d'or ou d'argent. Les oreilles sont percées et de nombreuses boucles d'or y sont fixées en forme de cercle. Vers l'âge de trois ans un anneau est fixé à la lèvre inférieure pour le premier stade d'initiation à la parole, puis trois anneaux au nez entre 10 et 12 ans, celui du milieu en cuivre pour attirer les bonnes paroles et les autres en aluminium pour chasser les mauvaises. Les pierres précieuses sont aussi utilisées pour les parures. On n'observe ni scarification ni tatouage.

## Religion

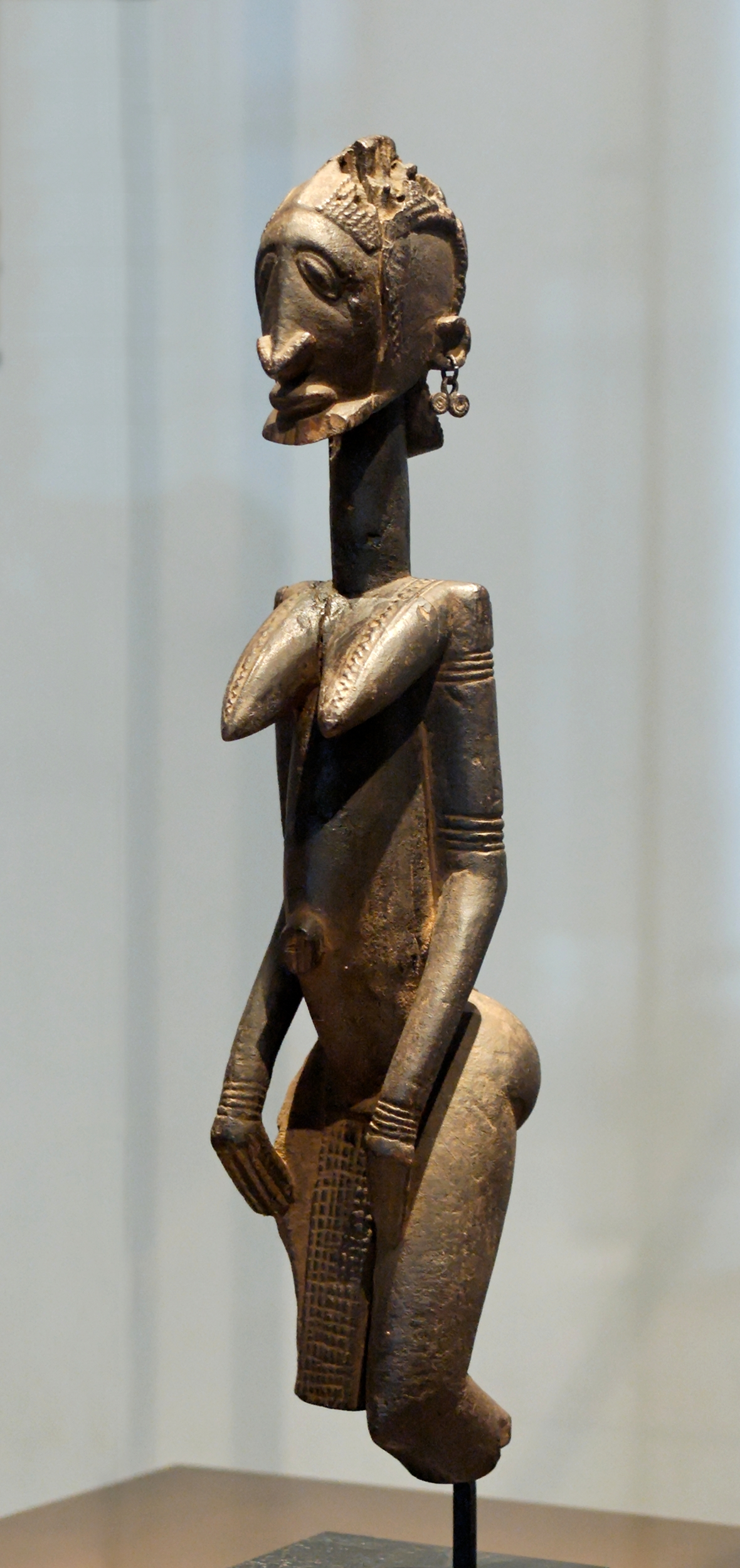
Sculpture dogon en bois, probablement une figure ancestrale, du, au Pavillon des Sessions, au musée du Louvre.

Originellement, les Dogons sont animistes et auraient quitté le Mandé parce qu'ils refusaient d'embrasser l’islam (les guerriers peuls les appelaient les « Habés » — païens). Actuellement ils sont, pour certains, musulmans, et une minorité est chrétienne.

### Animisme dogon
La religion animiste des Dogons (en) se fonde, outre le culte voué au Dieu créateur Amma ou Amba, sur le culte des ancêtres. Cet animisme prend quatre formes : 
- le culte du lébé,
- le culte du Binou,
- le culte des âmes,
- l'institution des masques (société Awa)[7].

### Cosmogonie dogon
Marcel Griaule, ethnologue, a étudié les Dogons avant la guerre, lors de la mission Dakar-Djibouti qu'il a dirigée à partir de 1931. En 1946, il a eu des entretiens avec Ogotemmêli, un ancien chasseur devenu aveugle à la suite d'un accident et ayant mis à profit l'inactivité due à son handicap pour approfondir ses connaissances traditionnelles. À partir de ces entretiens, il a publié plusieurs livres, dont le célèbre Dieu d'eau sur la cosmogonie dogon.
Les Dogons croient en un dieu unique, Amma. Celui-ci a créé la Terre et en a fait son épouse, qui lui a donné un fils, Yurugu ou le « Renard pâle ». C’était un être imparfait qui ne connaissait que la première parole, la langue secrète sigi so. La Terre a ensuite donné à Amma un couple d'enfants jumeaux appelés Nommo. Ceux-ci étaient à la fois mâles et femelles. Maîtres de la parole, ils l’ont enseignée aux huit premiers ancêtres des hommes, quatre couples de jumeaux, nés d'un couple façonné dans l'argile par Amma.

### Légende de Sirius
Robert K. G. Temple, auteur lié aux mouvements ésotériques, a produit la description courante de la cosmogonie dogon dans son ouvrage The Sirius Mystery (1976). Dans cet ouvrage, il affirme que les Dogons tiennent leur savoir ancestral des suites de la visite chez eux d'extraterrestres amphibiens venus de Sirius.
Une équipe conduite par un ethnologue belge, Walter Van Beek, a passé une dizaine d'années chez les Dogon à partir de 1991. Il a conclu n'avoir trouvé aucune trace d'une tradition autour de Sirius dans la cosmogonie dogon, contrairement aux écrits de Marcel Griaule et Robert K. G. Temple.
Il est aujourd'hui admis que ce mythe de Sirius B, ainsi que d'autres faits astronomiques non observables à l'œil nu que la cosmogonie dogon aurait intégrés, tels que  les quatre plus grosses lunes de Jupiter ou bien les anneaux de Saturne, sont très probablement un cas de « contamination culturelle », et que ces connaissances ne seraient entrées dans la culture dogon que lors de contacts récents avec des Occidentaux,,.

## Culture
La majorité des Dogons pratiquent une religion animiste incluant l'esprit ancestral Nommo, avec ses festivals et une mythologie dans lesquels Sirius joue une part importante. Une minorité significative des Dogons s'est convertie à l'islam et quelques autres au christianisme.
Les Dogons tracent leur ascendance par un système patrilinéaire. Chaque communauté, ou chaque famille au sens large, est dirigée par un patriarche. Ce chef est l'aîné survivant de l'ancêtre de la branche locale de la famille. Selon la base de données NECEP, dans ce système patrilinéaire, des mariages polygames avec jusqu'à quatre épouses peuvent se produire.
La plupart des hommes, cependant, n'ont qu'une seule épouse et il est rare qu'un homme ait plus de deux épouses. Selon les us, les épouses n'intègrent le foyer marital qu'après la naissance de leur premier enfant. Les femmes peuvent quitter leur mari peu après le mariage, avant la naissance de leur premier enfant. Après un accouchement, le divorce est rare et pris très aux sérieux, exigeant la participation de tout le village. Une famille au sens large peut compter jusqu'à cent personnes et s'appelle le guinna.
Les Dogons recherchent fortement l'harmonie, ce qui se traduit dans plusieurs de leurs rites. Par exemple, dans un de leurs rituels les plus importants, les femmes félicitent les hommes, les hommes remercient les femmes, les jeunes expriment leurs appréciations envers les vieux et les vieux identifient les contributions des jeunes. Un autre exemple est la coutume des salutations raffinées toutes les fois qu'un Dogon en rencontre un autre. Cette coutume est répétée à plusieurs reprises, dans tout le village de Dogons, toute la journée. Au cours de ces salutations formelles, la personne entrant répond à une série de questions au sujet de toute sa famille, posée par la personne qui était déjà là. Invariablement, la réponse est Sewa, ce qui signifie que ça va bien. Puis le Dogon entrant répète le rituel, demandant au résident comment va sa famille entière. En raison de la répétition du terme sewa dans tout village Dogon, les peuples voisins les ont surnommés les personnes de sewa.
Les Dogons sont des agriculteurs et cultivent le millet perle, le sorgho et le riz, ainsi que l'oignon, le tabac, les arachides et quelques autres légumes. Marcel Griaule a encouragé la construction d'un barrage près de Sangha et a incité la culture des oignons. L'économie de la région de Sangha a doublé depuis lors et ses oignons sont vendus jusque sur le marché de Bamako et même de la Côte d'Ivoire. Les Dogons élèvent également des moutons, des chèvres et des poulets. Le grain est stocké dans des greniers.

### Société et rites religieux

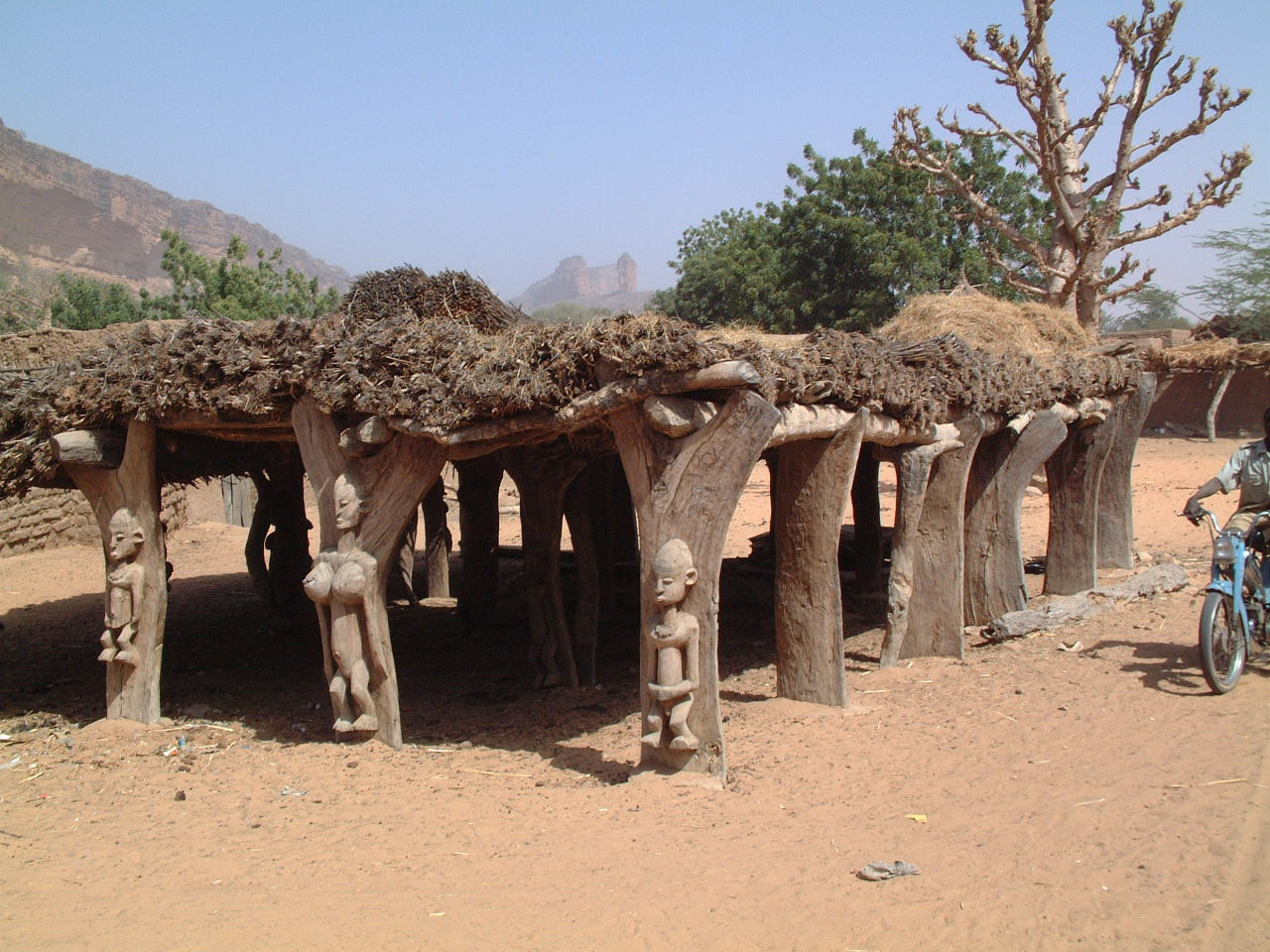
La toguna du village de Endé au pays Dogon.

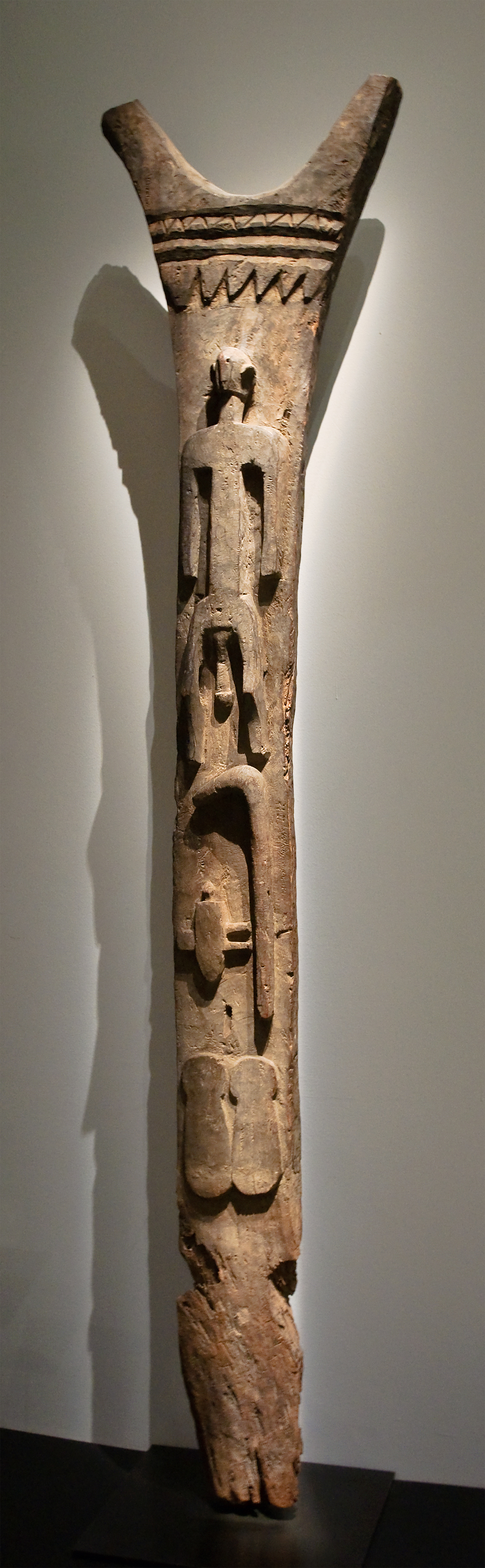
Pilier dogon soutenant jadis le "vestibule" (salle du Conseil) de la chefferie de Bankass.

#### Toguna
La shônan, communément appelée toguna (ou « case à palabres »), est une construction présente dans chaque village, sous laquelle les hommes du village, et plus particulièrement les anciens, se réunissent pour parler des affaires communes. Sa taille basse est conçue pour préserver l'ombre et la fraîcheur du lieu de réunion. Selon une explication plus récente inventée par les guides dogons, la hauteur restreinte de la toguna obligerait les hommes à s’asseoir et interdirait l’emportement (puisqu'en se levant brusquement, on se cogne le crâne). La toguna est constituée de huit piliers en bois sur lesquels reposent jusqu'à huit couches de chaume. Le nombre 8 fait référence au nombre des premiers ancêtres dogons. Des symboles dogons sont sculptés sur les piliers.

#### Rite funéraire
Le rite funéraire se déroule en trois temps : 
- Lors du décès, un enterrement est organisé. Le corps du défunt est lavé avant d'être déposé à l'air libre dans les failles des falaises qui servent de cimetière. Son âme reste dans le village.
- Quelques mois plus tard, sont organisées des funérailles qui permettent à la famille et aux proches de rendre un hommage au défunt. Son âme continue d’errer dans les alentours.
- Le troisième temps est le dama. Cette cérémonie est collective et concerne toutes les personnes décédées au cours des années précédentes. Les âmes sont appelées à rejoindre les ancêtres. Au cours de la cérémonie qui peut durer trois jours, les différents masques sont sortis, défilent et dansent dans le village. Cette cérémonie marque la levée du deuil.

#### Cérémonies du Sigui
Les cérémonies du Sigui sont un important rituel de régénération. Elles commémorent la révélation de la parole orale aux hommes, ainsi que la mort et les funérailles du premier hogon. Jean Rouch a réalisé plusieurs films lors des dernières fêtes entre 1967 et 1974.

#### Société des masques
La société Awa (société des masques) dirige les danses masquées organisées lors des différentes cérémonies. La société comprend tous les hommes. Les garçons y entrent après la circoncision. Les femmes ne sont pas admises dans cette société, sauf celles nées l'année du Sigui.

#### Hogon

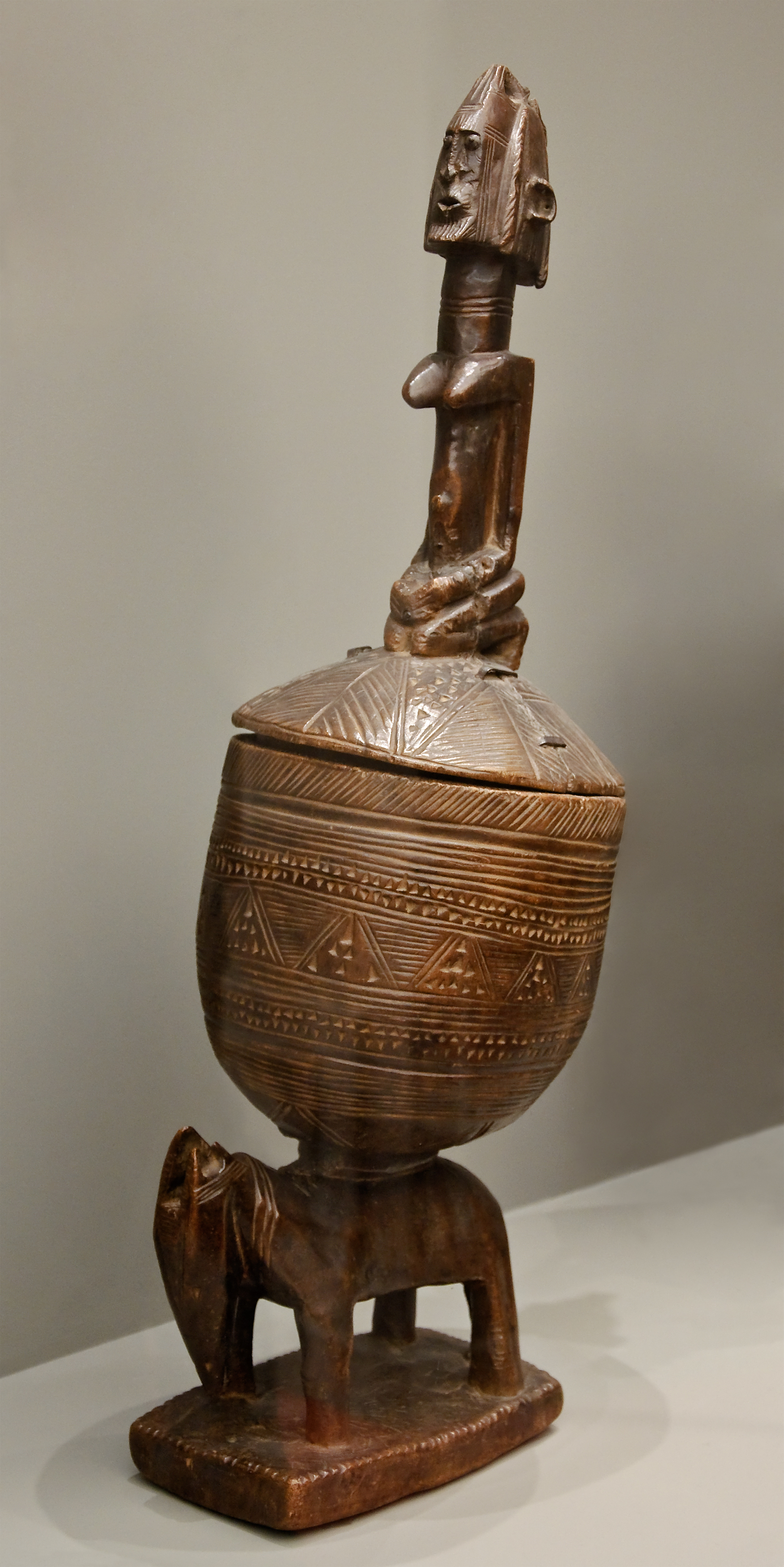
Coupe de Hogon (ogo banya, XVIIIe siècle), servant notamment lors de la cérémonie d'intronisation du Hogon, au musée du quai Branly, à Paris.

Le hogon est le chef religieux du village dogon. Il est le prêtre du culte du lébé (Lébé Seru est le premier ancêtre dogon qui, enterré au pays du Mandé, ressuscita sous forme de renard). Chef spirituel du village, il est élu parmi les hommes les plus âgés des familles du village.
Après son élection il doit suivre six mois de réclusion, pendant lesquels il ne lui est permis ni de se raser ni de se laver. Il porte des vêtements blancs et personne n'est autorisé à le toucher. Ses repas, préparés par des jeunes filles impubères, lui sont apportés dans des coupes particulières, les ogo banya. Il reçoit ces coupes de son prédécesseur ou au cours de sa cérémonie d'intronisation.
Après son initiation, il portera un bonnet rouge. Il a un brassard avec un coquillage sacré qui symbolise sa fonction. Le Hogon doit vivre seul dans sa maison. Les Dogons croient que le serpent sacré Lébé vient pendant la nuit pour purifier le hogon et lui communiquer la sagesse. Certains interdits lui sont prescrits. Il n’a plus le droit d’avoir un contact physique avec personne, il ne doit plus sortir de sa maison...
Jacques Chirac a été fait « sage Hogon » stade suprême de la sagesse chez les Dogons lors d'un voyage officiel au Mali et au Niger en 2003.

#### Castes et organisation de la société
La société dogon est patrilinéaire, mais la famille maternelle l'emporte sur les enfants. En effet, tout Dogon de retour au pays doit obligatoirement passer dans sa famille maternelle avant de rendre visite à ses parents paternels. Les descendants d’un ancêtre commun font partie d’une ginna qui regroupe tous les adultes hommes, leurs femmes et leurs enfants. La ginna inclut également les maisons de famille et les champs leur appartenant. Le chef, le ginna bana, est l’homme le plus âgé.
Les forgerons sont endogames. Les hossobé sont les bannis, les impurs. Deviennent hossobé tous ceux qui ont trahi leur clan d'appartenance. Les jeunes gens se retrouvent dans les classes d'âge, chaque classe construisant sa maison toguna. Ils s'y retrouvent, le plus souvent la nuit, pour pratiquer leurs rites, les festivités.

### Architecture
L'architecture dogon est spécifique. La plupart des villages sont implantés dans la falaise et accessibles par des chemins escarpés qui empruntent les failles du plateau ou par des chemins tout à fait accessibles.
La case traditionnelle est organisée autour d'une cour, chaque femme ayant son grenier auquel le mari n'a pas accès. Le grenier du mari sert à conserver le mil, le grenier des femmes sert, lui, à conserver les condiments et différents objets. Les greniers sont clairement identifiables par leur toiture en seko (paille), celui du mari étant en général, le plus important. Il existe différentes sortes de greniers (appelés gôh) d'architecture spécifique, et ayant une attribution et une symbolique particulière :
- le gôh Karï, divisé en trois parties, est obligatoirement la propriété d'un homme.
- le gôh Nân, plus grand, qui peut appartenir à un homme ou une femme, est construit sur deux étages, et divisé en quatre compartiments par étage. Il sert à la conservation des céréales (mil, sorgho, fonio). Il sert aussi de coffre-fort et renferme alors des objets précieux, comme les bijoux et vêtements de fête.
- le gôh Anan, qui est le plus grand et fait d'un seul bloc, est sous la responsabilité du chef de lignage. Il renferme les récoltes des champs collectifs (Anan signifiant village). Il est descellé uniquement lors de sécheresses, ou pour la cérémonie du Dama.
- le gôh Pôron, un grenier castré, est sous la responsabilité du chef de lignage. Il présente un petit muret central.

### Musique et danses
La musique dogon est étroitement associée aux différents rites : mariages, funérailles, etc.

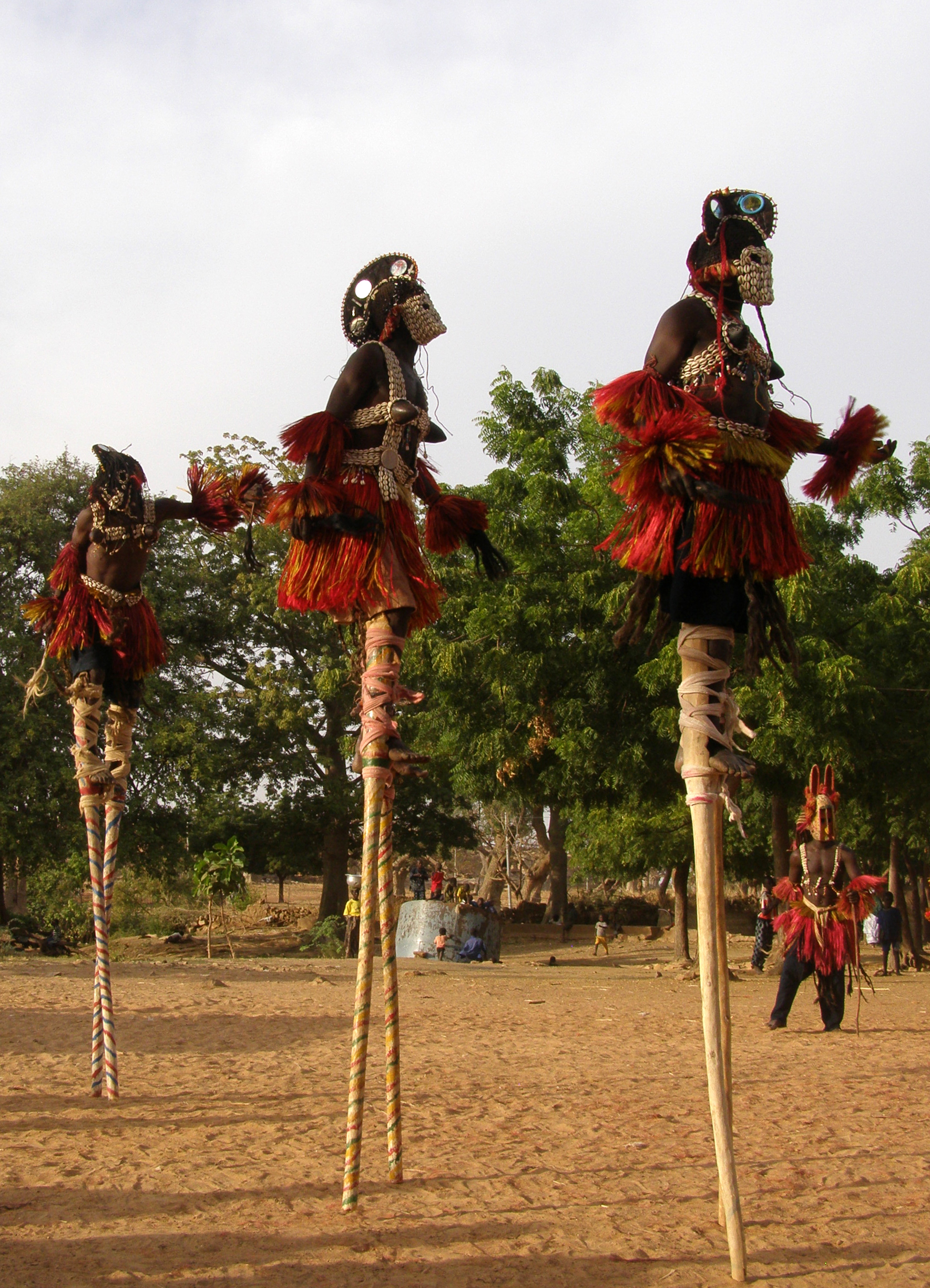
Danseurs sur échasses à Sangha - Mali.

Très codifiées, les danses dogons expriment la formation du monde, l'organisation du système solaire, le culte des divinités ou les mystères de la mort. La plus spectaculaire s'exécute sur des échasses appelées « touterelles ».

### La table du renard
La « table » sert d'instrument de divination. La personne qui a des problèmes va trouver le « devin » pour qu'il lui prédise l'avenir ou lui donne quelques conseils. À l'écart du village, le devin, à la suite des explications du client, trace un grand rectangle divisé en plusieurs cases, dont chacune reçoit différents signes et petits bâtons plantés dans le sol. Ensuite, le devin demande au client de lancer sur cette « table » une poignée de cacahuètes, puis tous deux quittent les lieux jusqu'au lendemain matin. Pendant la nuit, un renard (ou chacal) vient manger les cacahuètes en piétinant la « table ». Le matin, le devin revient avec son client, et interprète les traces laissées par le renard et, en fonction de celles-ci et des bâtons renversés, lui prédit l'avenir.

## Mode  de vie
Les Dogons sont avant tout des cultivateurs de petit mil, de sorgo et de riz, ainsi que d'oignons et de quelques autres légumes peu exigeants en eau. Le mil, qu'ils entreposent dans des greniers, est la base de leur alimentation, mais la culture de l'oignon (qui représente près d'un tiers des surfaces cultivables de la falaise) est essentielle à leur économie, puisque les oignons sont exportés dans les villes des alentours et servent de monnaie d'échange avec les autres ethnies (par exemple pour l'achat de poissons aux Bozos). Ils élèvent aussi du petit bétail, surtout des moutons et des poulets. Les bovins et les ovins sont confiés aux Peuls. Les Dogons pratiquent aussi l'apiculture.

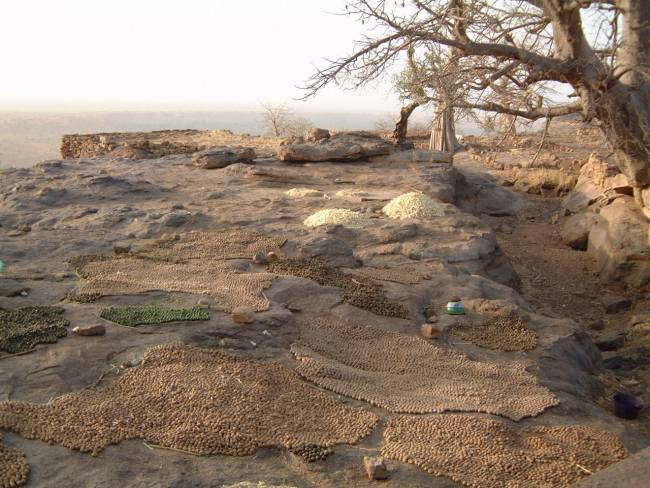
Séchage des boulettes d'oignon sur la falaise de Bandiagara.
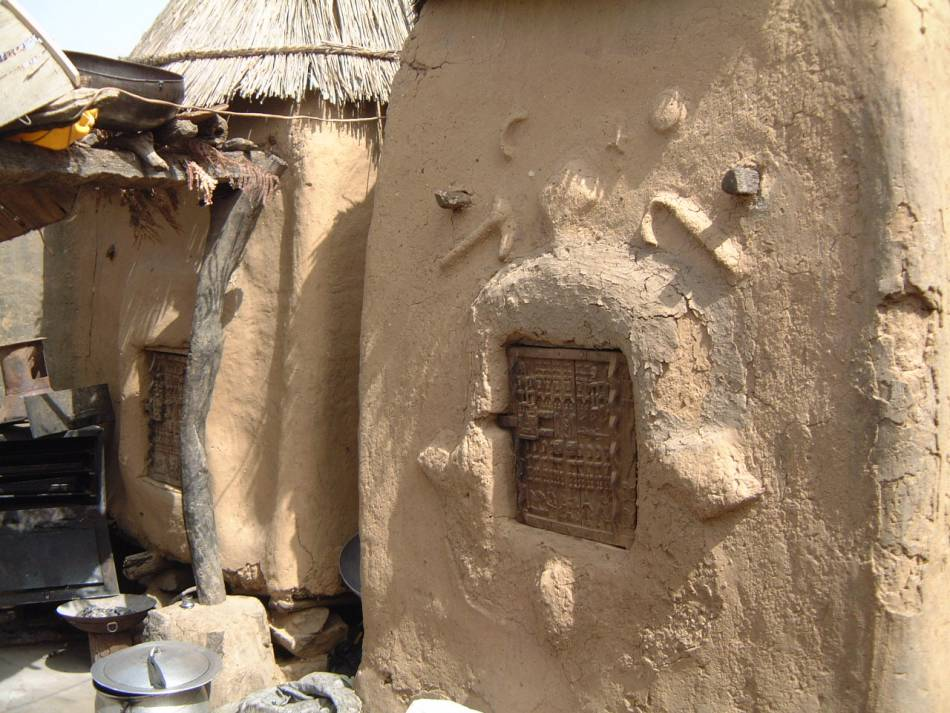
Grenier à grain.
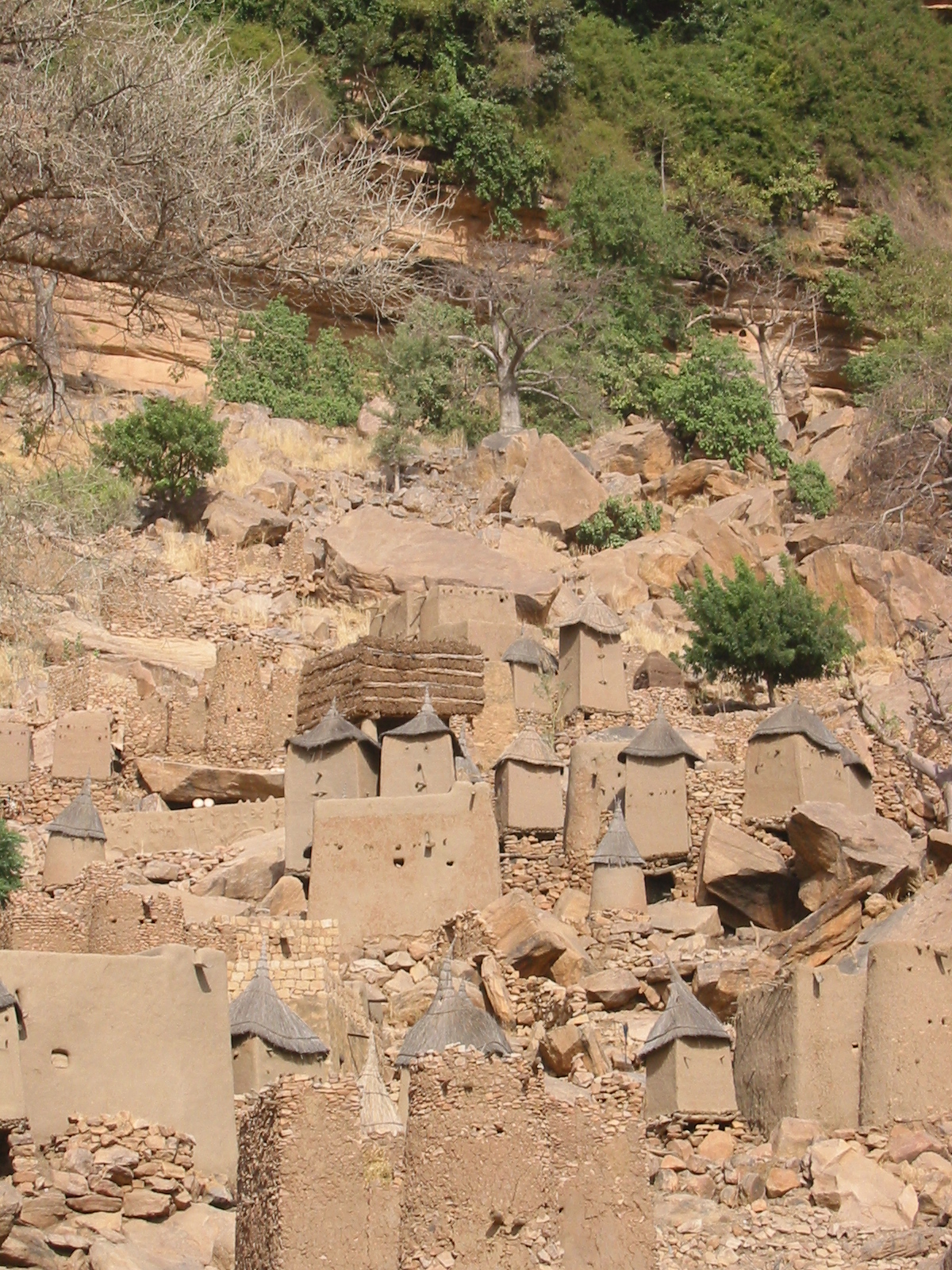
Village de Banani, la Toguna est visible au centre de l'image.
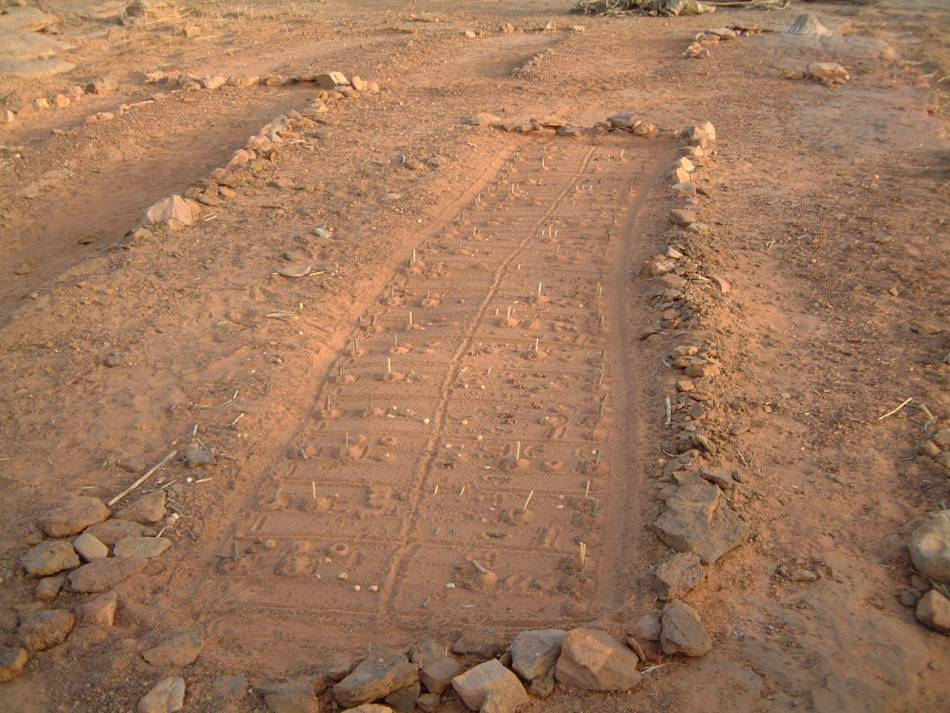
Table du renard (près de Sangha)
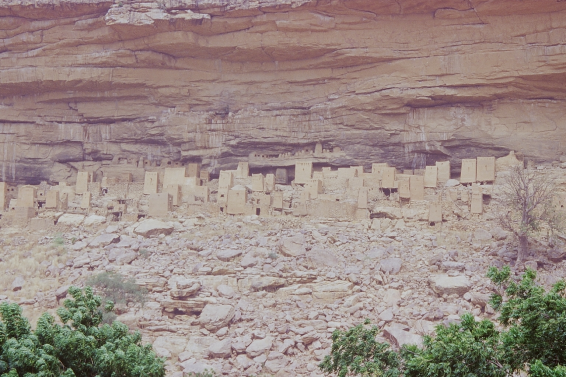
Village dogon construit au flanc de la falaise.

Traditionnellement les Dogons sont aussi des forgerons réputés. Une étude récente a mis en évidence la production de fer et d'outils en fer forgé du temps des Tellems au VIe siècle, production devenue quasi industrielle du XIVe au XIXe siècle à l'époque dogon. Il apparaît que diverses techniques de récupération du fer, à partir du minerai trouvé en divers endroits de la falaise de Bandiagara, aient été mises au point dans différents villages parfois séparés de quelques dizaines de kilomètres. Cette production, déjà avérée sur le site de la falaise pendant plus de mille trois cents ans (à raison d'environ 15 tonnes estimées par an), permet de mieux comprendre le statut particulier et respecté des forgerons dans la société dogon, ainsi que les échanges commerciaux que pratiquaient les Dogons.
Le tissage du coton est l’affaire des hommes. Les tisserands installent leur métier à tisser sur la voie publique.
Dans les villages, le marché a lieu tous les 5 jours, ce qui correspond à la semaine dogon.
La lutte traditionnelle est très pratiquée par les garçons et les jeunes hommes. Des tournois réguliers sont organisés entre quartiers et entre villages.

## Le tourisme
Le pays dogon était devenu, jusqu'à la Guerre du Mali, la première région touristique du Mali et de l’Afrique de l’ouest, en raison de ses attractions majeures :  le caractère exceptionnel du site naturel et sa richesse culturelle.
S’il a, jusqu'aux années 2010, constitué une source importante de revenus pour les villageois et bénéficié dans l'ensemble grandement au peuple dogon, le tourisme n'a pas été sans poser de problèmes, des enfants devenant des mendiants, certains jeunes quittant l’école pour devenir guides sans aucune formation.

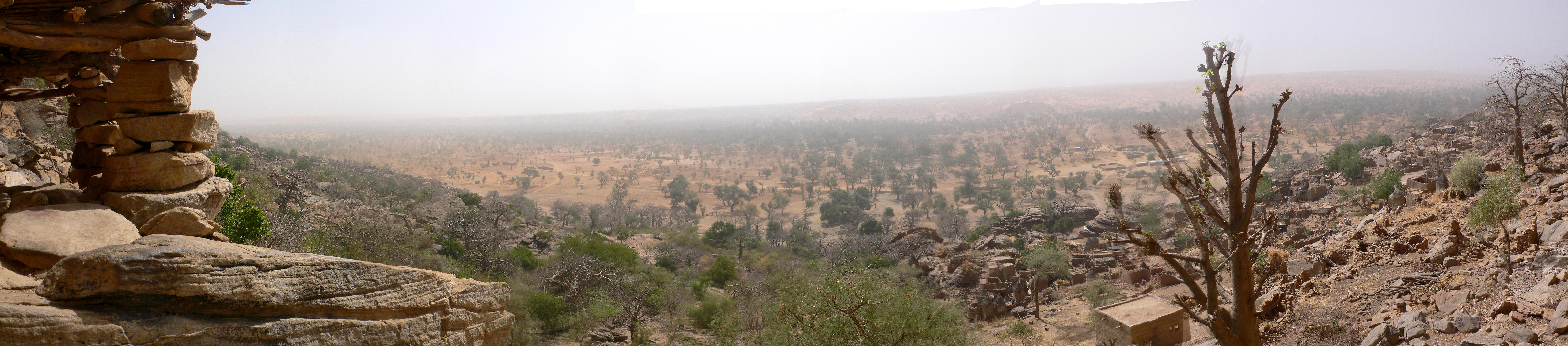
Vue générale panoramique

### Filmographie
- Jean Rouch, Cimetières dans la falaise, CNRS, Paris, 1993?, 19 min (filmé en 16 mm au cours de la mission Niger 1950-1951 de l'Institut français d'Afrique noire et de la mission Marcel Griaule/Germaine Dieterlen)
- Présentation de l'émission « Rendez-vous en terre inconnue » diffusée le 5 janvier 2009 sur la chaîne de télévision France 2, tournée chez et avec des Dogon, avec la participation de Édouard Baer.

### Série radiophonique
- Histoire des Dogons, en 20 épisodes d'environ 18–20 minutes, par Catherine Clément, sur France Culture, dans le cadre de l'émission « Un autre jour est possible », présentée par Tewfik Hakem, du lundi au vendredi à 6 h. Elle y cite plusieurs fois Marcel Griaule.